# Luka Šamanić
Luka Šamanić (ur. 9 stycznia 2000 w Zagrzebiu) – chorwacki koszykarz występujący na pozycji silnego skrzydłowego, reprezentant kraju.
11 października 2021 został zwolniony przez San Antonio Spurs. 16 października 2021 podpisał umowę z New York Knicks. 17 marca 2022 został zwolniony bez rozegrania ani jednego spotkania w klubie. 28 marca 2023 zawarł 10-dniowy kontrakt z Utah Jazz. 7 kwietnia 2023 podpisał kolejna umowę z klubem.

## Osiągnięcia
Stan na 3 października 2023, na podstawie, o ile nie zaznaczono inaczej.

### Drużynowe
- Wicemistrz Słowenii (2019)
- Finalista Superpucharu Słowenii (2018)

### Indywidualne
- MVP turnieju Ciutat De L'Hospitalet (NIJT – 2018)
- Zaliczony do:
  - I składu turnieju Ciutat De L'Hospitalet (2018)
  - II składu G-League (2023)
- Uczestnik Adidas Eurocampu (2016)

### Reprezentacja
Seniorów
- Uczestnik kwalifikacji do mistrzostw świata (2017 – 19. miejsce)

Młodzieżowe
- Mistrz Europy U–18 dywizji B (2017)
- Uczestnik mistrzostw Europy:
  - U–18 (2018 – 11. miejsce)
  - U–16 (2015 – 9. miejsce, 2016 – 4. miejsce)
- MVP mistrzostw Europy U–18 dywizji B (2017)
- Zaliczony do I składu mistrzostw Europy:
  - U–16 (2016)
  - U–18 dywizji B (2017)